# 鲸彩工作室
鲸彩在线科技（大连）有限公司，簡稱鲸彩在线，前身為鲸彩工作室，又名大连鲸彩工作室和金山鲸彩工作室是金山軟件繼星云工作室後開設的第五個遊戲工作室，鲸彩位於中國大陸辽宁省大连市，代表作為《反恐行动》。

## 歷史
2006年3月18日，金山軟件和大連上尚網公司合作合成立「大连金山互动娱乐科技有限公司」，金山軟件打算在大連建立100人的研發團隊以開發和營運休閒遊戲。5月18日，「鲸彩工作室」正式成立，任健擔任工作室的總經理。鯨彩工作室的開發方向不同於金山其他遊戲工作室的劍俠風格，在立项之初，鯨彩工作室進行的內部調查顯示團隊中過半數都是搶迷，團隊所有人都喜歡和擅長《反恐精英》，所以就決定開發方向為射擊遊戲。在當時，鯨彩工作室是中國大陸第一個嘗試第一人称射击游戏的工作室。鯨彩工作室首個作品為3D嘻哈風射擊網絡遊戲《反恐行动》，遊戲於2008年6月開設官網和進行封測。2009年，《反恐行动》入選2009中国电子竞技运动会表演项目，4月2日遊戲正式公測。2010年初，鯨彩工作室公佈了新開發遊戲《剑客行》，同年吴裔敏任金山遊戲的首席执行官，開始撤銷金山旗下遊戲工作室，未來只保留七尘斋，鯨彩工作室被列入合併名單。同年，金山管理層對西山居進行管理層收購，12月，鄒濤成立「成都西山居互动娱乐科技有限公司」，並對西山居相關公司進行收購。2011年初金山逍遙網撤下對《剑客行》的介紹內容。2011年9月，鄒濤成立「鲸彩在线科技（大连）有限公司」，將鯨彩工作室轉移到該公司旗下。2014年10月，成都西山居互动娱乐科技有限公司回購大连金山互动娱乐科技有限公司所有股份，並於2017年4月20日註銷該公司。
2010月12月21日，鯨彩工作室公佈新的開發项目第一人稱射擊遊戲《热血战队》，2011年遊戲進行測試，由吴裔敏親自負責營運。同年4月金山表示將會嘗試開發武俠以外的題材，由鯨彩工作室開發玄幻題材《圣道传奇》成為金山主推產品，次年10月26日遊戲開啟公測。2013年跟隨金山的遊戲開發方向轉向行動端，鯨彩工作室開設手機遊戲部門。

## 開發遊戲
| 遊戲名稱     | 營運日期              | 停運日期       | 備註          |
| ------------ | --------------------- | -------------- | ------------- |
| 《反恐行动》 | 2009年4月2日          | 不適用         | [ 6 ]         |
| 《热血战队》 | 2011年3月1日          | 2015年12月13日 | [ 20 ]        |
| 《圣道传奇》 | 2012年10月26日        | 2014年5月28日  | [ 17 ] [ 21 ] |
| 《末日屠龙》 | 2014年8月14日（內測） | 2014年12月17日 | [ 22 ]        |